# 質詢
质询是议会对政府所提出的正式请求。

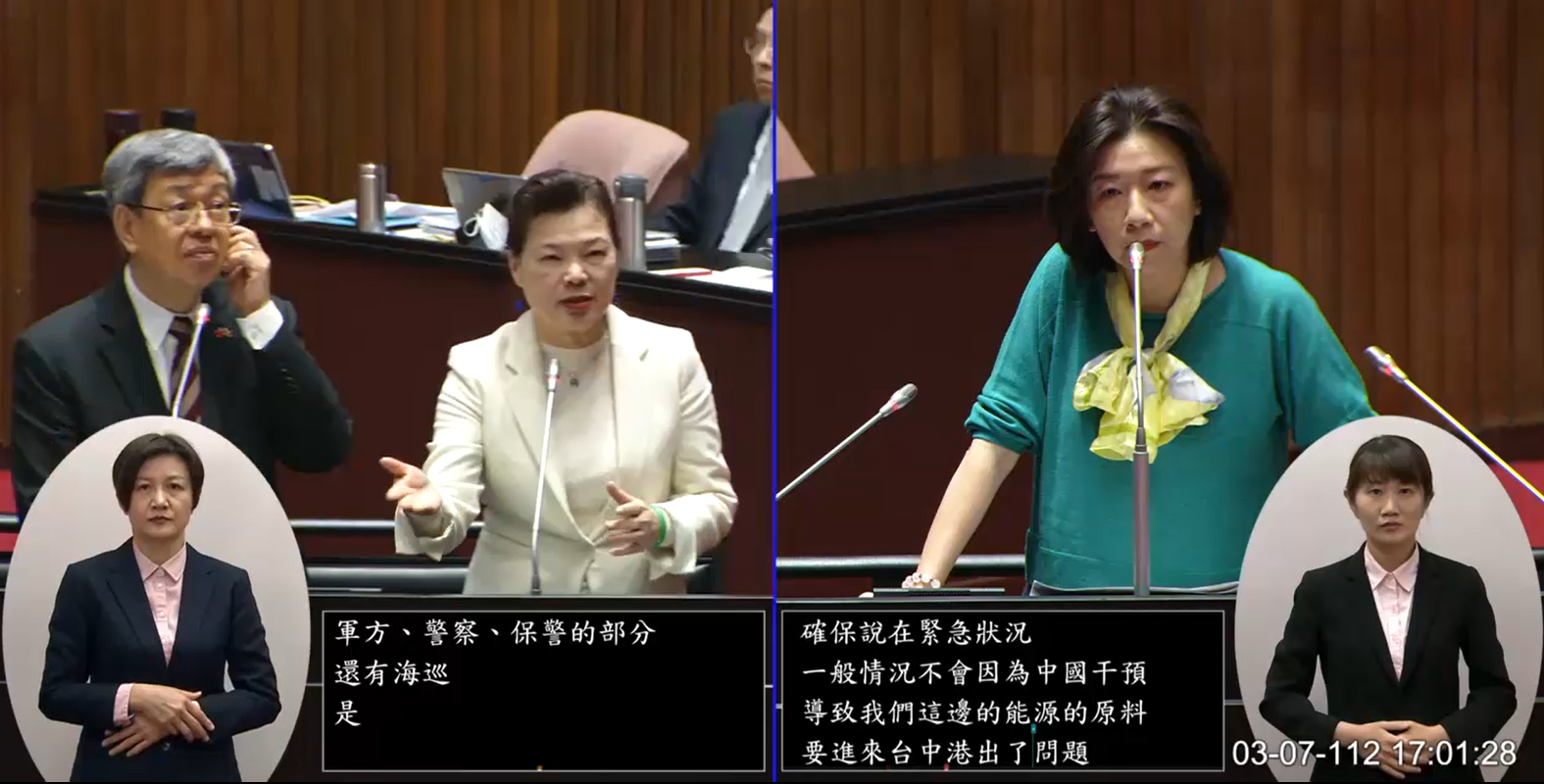
臺灣立法委員林靜儀於2023年立法院院會質詢行政院院長陳建仁與經濟部部長王美花

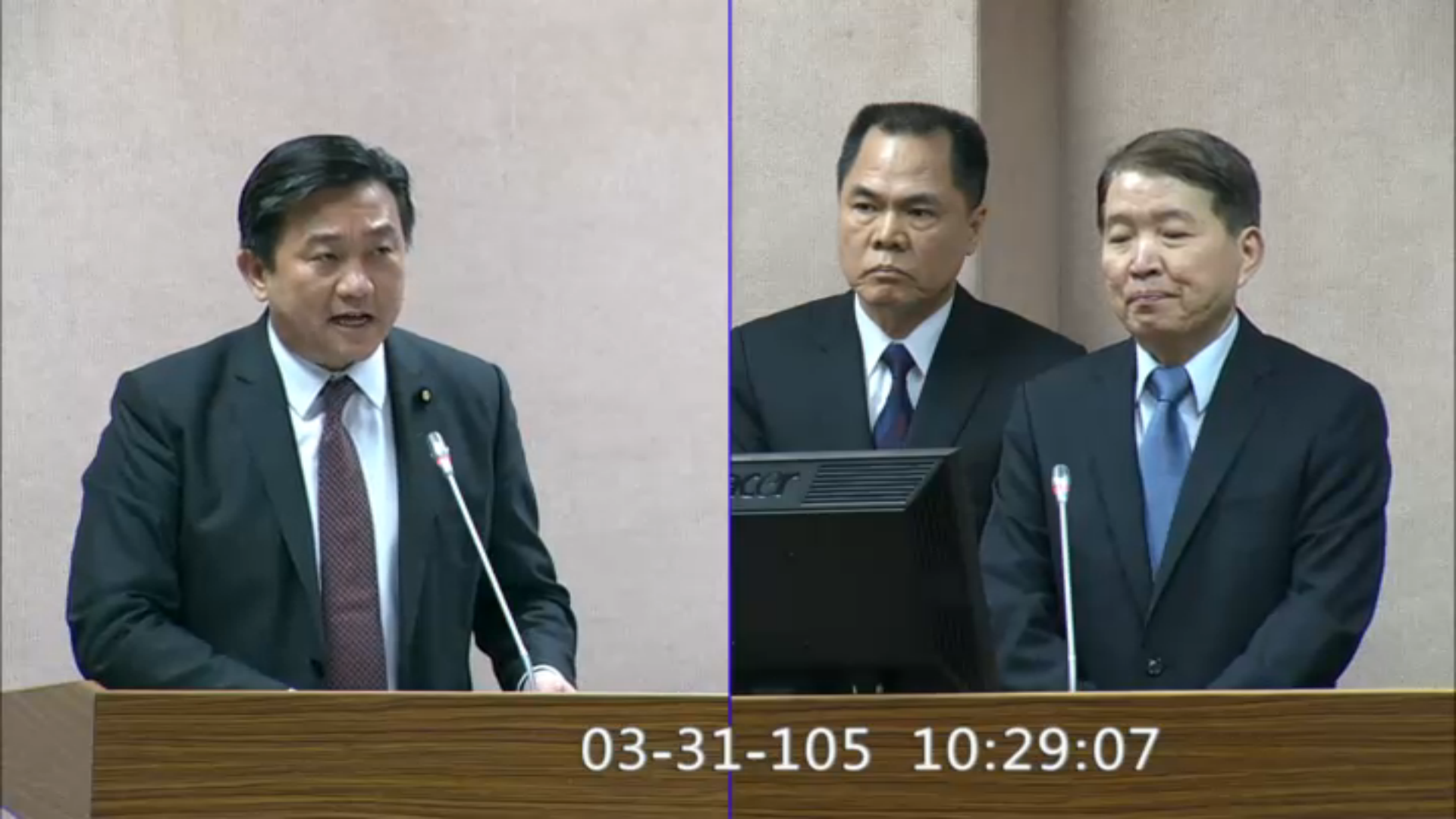
臺灣立法委員王定宇於2016年立法院外交及國防委員會質詢國防部部長高廣圻與國家安全局副局長周美伍

质询是一种制衡的方式；其中，每个议员都被赋予权利向政府首长要求其为所负责的政策提出解释或辩护等。同时，政府首长只应被询问关于其政策的部分，而非其意图。一般來說，除非質詢內容涉及國務重大機密，或與政府政策無關，否則被質詢人有答覆之義務。政府官員在接受議會質詢前，亦常先進行「備詢」，也就是針對質詢而做好準備，以便順利回覆議會。
成功的质询将达致正式且具法律效果的请求，该项请求将要求政府或其官员负起责任，或包含对政府所提出的建议。